# ダニイェラ・マルティノヴィッチ
ダニイェラ・マルティノヴィッチ（クロアチア語:Danijela Martinović、1971年7月15日 - ）は、バルカン半島一円で人気のあるクロアチアの歌手である。

## 来歴
ユーゴスラビア社会主義連邦共和国・クロアチア社会主義共和国南部の海洋都市・スプリトにて、中流階級の家に生まれ、幼い頃から歌唱を始めていた。1990年代初期にマガジンとなったことで本格的に音楽業界に参入した。マガジンは1970年代から活動する有名バンドであり、ダニイェラは一挙にその名が知られるようになった。
1990年代後半にマガジンを離れ、ソロでの活動を始めたが、その後もマガジンのリーダーでソングライターのトンチ・フリッチと共同で仕事をする機会も多い。1998年にはユーロビジョン・ソング・コンテストのクロアチア代表選考（Dora 1998）で「Neka mi ne svane」を歌って優勝し、ユーロビジョン・ソング・コンテスト1998のクロアチア代表となった。大会では131得点を集めて5位となる活躍を見せた。
2007年、テレビ番組ダンシング・ウィズ・ザ・スターズのクロアチア版にNicolas Quesnoitと組んで参加した（Quesnoitはシーズン1でズリンカ・ツヴィテシッチ（Zrinka Cvitešić）と組んで優勝した人物である）。番組では、第5エピソードで敗退となった。

## アルバム
- 1996年 - Zovem te ja
- 1998年 - Neka mi ne svane
- 1998年 - To malo ljubavi
- 1999年 - I po svjetlu i po mraku
- 2001年 - Najbolje godine
- 2001年 - Pleši sa mnom
- 2003年 - Božić s Danijelom
- 2005年 - Oaza
- 2006年 - Canta y baila con Danijela

## 私生活
カトリック教会によって、マルコ・ペルコヴィッチとの婚姻の無効の宣告を受け、それまでペルコヴィッチと秘密裏に婚姻関係にあったことがこの時初めて明らかになった。